# Hester Oerlemans
Hester Oerlemans (Schijndel, 1961) is een Nederlandse kunstenaar. Ze maakt sculpturen, tekeningen, installaties, schilderijen en fotowerk, te zien in musea en vaak in de openbare ruimte. 
Hester Oerlemans studeerde aan de Kunstacademie in Arnhem en de Grafische School in Eindhoven. Ze woont en werkt in Arnhem en Berlijn en is werkzaam als docent bij de ArtEZ in Arnhem. 

## Tentoonstellingen (selectie)
- 2020 - So far, Chinese European Art Center (CEAC) in Xiamen. Sculpturen in combinatie met fotografie van Marike Schuurman.[1]
- 2016 - Remain in Light, De Pont. Expositie samen met René Daniëls.[2]
- 1995 - Koninklijke Subsidie voor Vrije Schilderkunst, Koninklijk Paleis Amsterdam. Jaarlijkse presentatie van jonge schilders.[3]

## Prijzen (selectie)
- 2025 - Wilhelminaring 2025, landelijke oeuvreprijs voor beeldhouwers.[4]

## Werk in de openbare ruimte

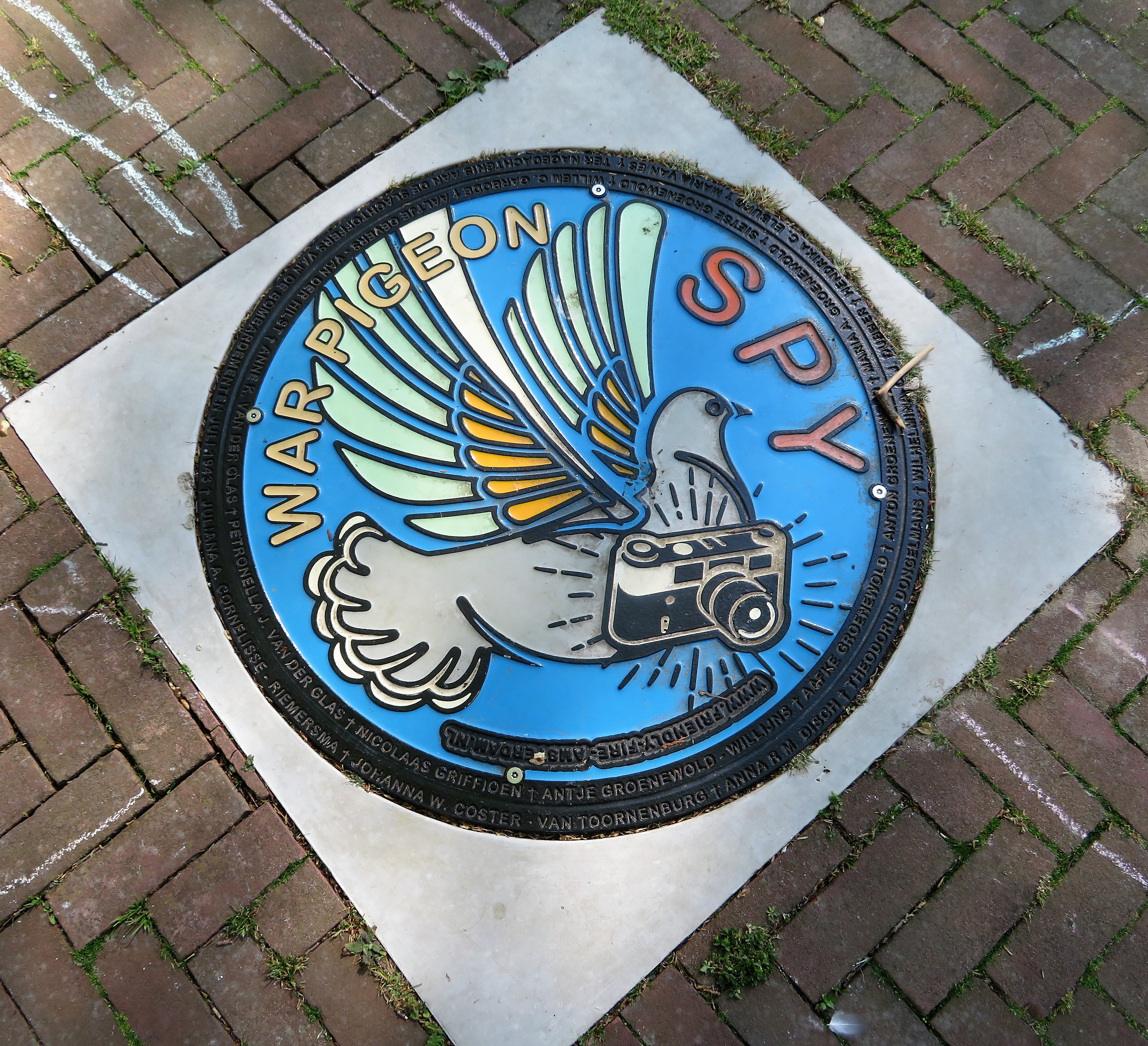
War Pigeon Spy, kunstwerk in de serie Friendly Fire te zien in Amsterdam-Noord.
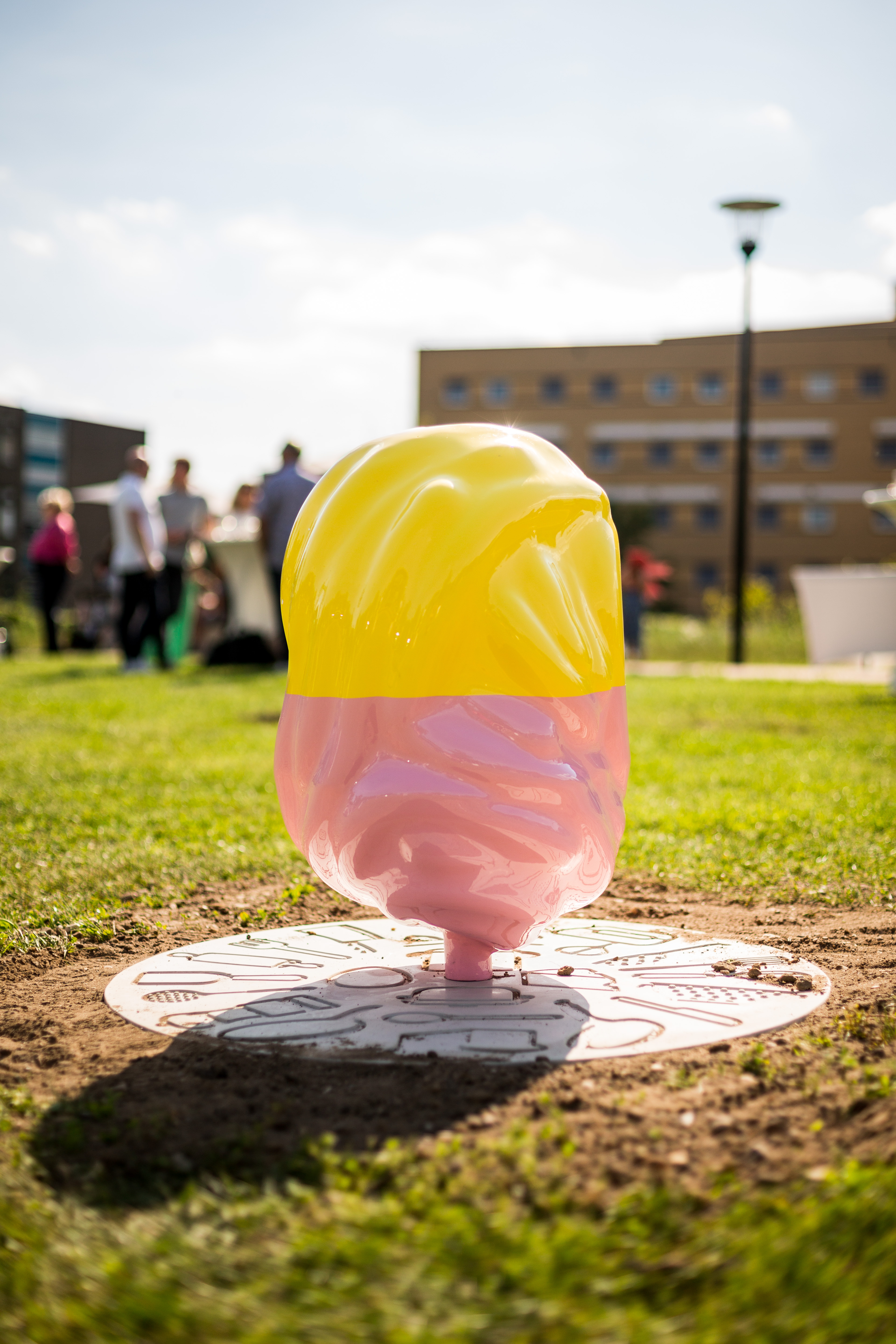
Toetje, sculptuur uit serie van negen, te zien bij het Radboudumc in Nijmegen.